# Nonnenmühle (Althütte)
Die Nonnenmühle ist eine ehemalige Mahl- und Sägemühle sowie ein Wohnplatz der Gemeinde Althütte im baden-württembergischen Rems-Murr-Kreis. Der kleine Ort liegt im Naturpark Schwäbisch-Fränkischer Wald.

## Lage
Der Wohnplatz steht etwa 1,5 Kilometer östlich der Ortsmitte von Althütte, im Tälchen des Strümpfelbachs. Etwa 700 Meter nördlich der Nonnenmühle lag die abgegangene Kreuzsägmühle. Zirka 200 Meter südlich der Mühle befindet sich die ebenfalls stillgelegte Nonnensägmühle. 400 Meter östlich liegt der Untere Voggenhof.

## Geschichte
Nach einer alten Sage soll an der Stelle der Nonnenmühle einst ein Nonnenkloster gestanden sein. Allerdings gibt es für die Existenz dieses Klosters keinerlei Belege. Sicher ist, dass die Nonnenmühle ein sehr alter Ortsteil von Althütte ist. Erstmals urkundlich erwähnt wurde die Nonnenmühle 1284 unter dem Namen Monenwiler. Wahrscheinlich gehörte die Nonnenmühle zu einer größeren Siedlung, die jedoch bis auf die Mühle einging. 1444 erscheint die Mühle in einer Urkunde Graf Ulrichs V. von Wirtenberg als Munnenmuelen. Erst im 16. Jahrhundert änderte sich der Name in Nonnenmühle: Auf einer Karte von Georg Gadner von 1593 heißt der Ort Nunnenmül. Zur Zeit der ersten Württembergischen Landesvermessung war die Mühle im Besitz der Familie Horn. Um 1961 wurde der Betrieb der Getreidemühle eingestellt, nachdem bereits zuvor die Säge stillgelegt wurde. 1970 wurde die Nonnenmühle zu einer Gastwirtschaft umgebaut. Am 25. Dezember 2005 brannte das Hauptgebäude der Mühle größtenteils ab; die Ruine wurde einige Jahre später abgebrochen.

### Einwohnerentwicklung
- 1808: 25 Einwohner[1]
- 1871: 31 Einwohner[2]
- 1881: 29 Einwohner[3]